# Wilfrid de Fonvielle
Wilfrid de Fonvielle, né le 25 juillet 1826 à Paris et mort à Paris 18e le 29 avril 1914, est un journaliste, vulgarisateur scientifique et aéronaute français.

## Biographie

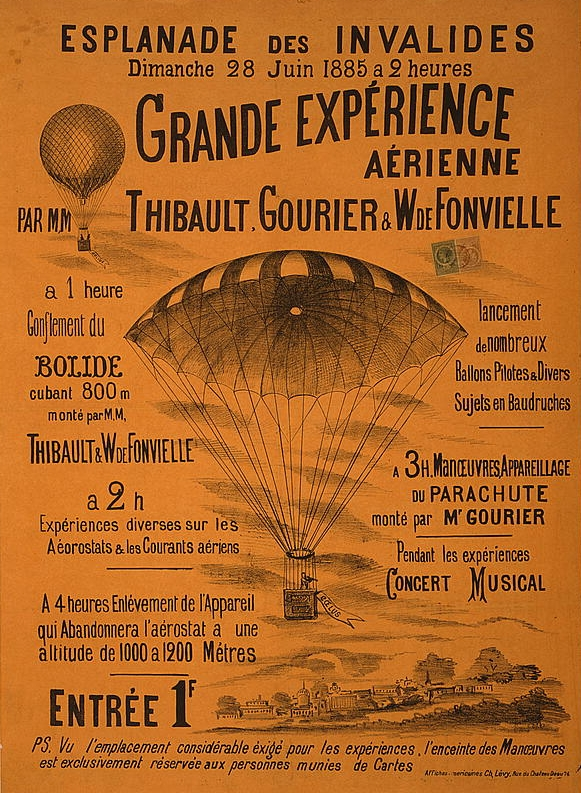
Affiche annonçant une ascension de Wilfrid de Fonvielle avec d'autres aéronautes à Paris en 1885.

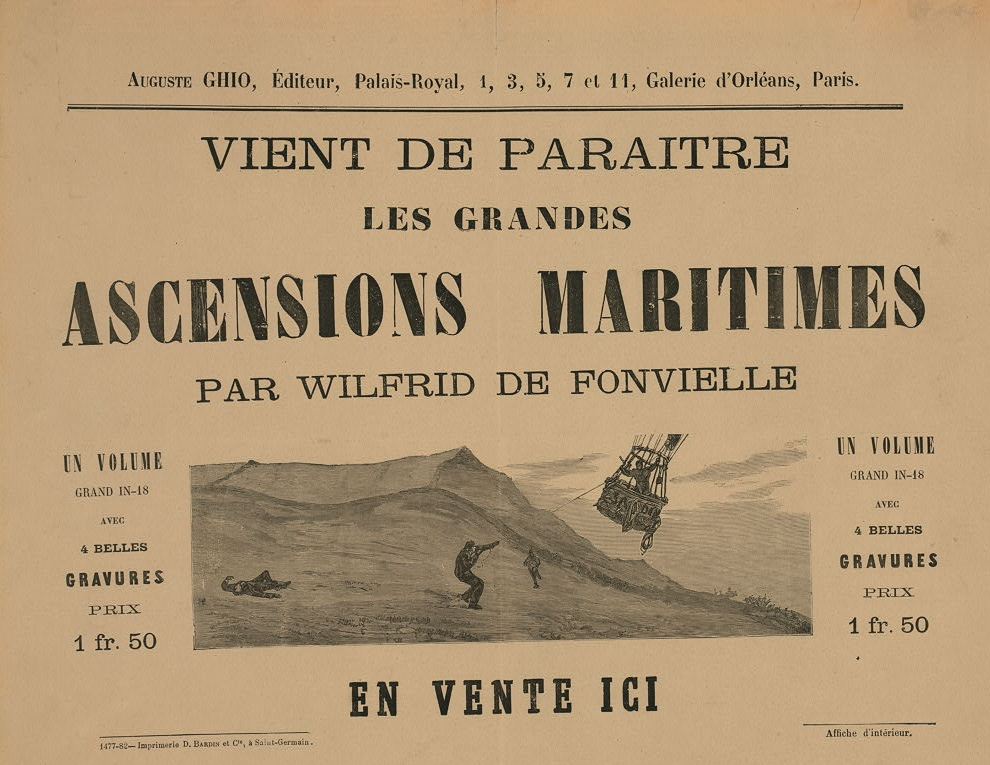
Publicité pour Les Grandes Ascensions maritimes par Wilfrid de Fonvielle (1882).

Né en 1826 et frère de Ulric de Fonvielle et de Arthur de Fonvielle, Wilfrid de Fonvielle est en 1848 un républicain convaincu, participant ainsi à l'invasion de la Chambre des députés. Élève de l’éphémère École nationale d’administration de Carnot, il collabore à différentes feuilles d'extrême gauche. Après le coup d’État du 2 décembre 1851, il est déporté en Algérie avec son frère Arthur. Il y crée le journal L'Algérie nouvelle qui parait jusqu’en 1860. Amnistié en 1859, il revient en France et reprend son métier de journaliste. S’intéressant particulièrement à l'aéronautique, il effectue diverses ascensions en ballon et bat plusieurs records, dont celui de la durée dans l'atmosphère (deux jours pour faire Paris-Compiègne) et, en 1869, celui de vitesse avec Gaston Tissandier (1843-1899), (180 km/h).
En 1863, attaché au journal le Phare de la Loire, il s'oppose violemment au sénatus-consulte de Napoléon III reconnaissant la propriété arabe en Algérie. Lors de l'invasion allemande en 1870, il propose au gouvernement de Défense nationale de faire des reconnaissances en ballon. En 1871, il se porte sans succès candidat à la députation. Après un second échec à l'élection législative, il renonce à la politique pour se consacrer exclusivement à la vulgarisation scientifique.
Il est l'auteur de nombreux articles pour les revues la Revue Scientifique, la Nature, la Science illustrée et la revue scientifique illustrée l'Électricité. Il était éditeur de l'Aérophile.
Ses frères, Arthur (1830-1914) et Ulrich (1833-1911), ont fait du journalisme politique.

## Principales publications
- L’Homme fossile, étude de philosophie zoologique, 1865, lire en ligne sur Gallica.
- Les Merveilles du monde invisible, Paris, Hachette, coll. « La Bibliothèque des merveilles », 1866, lire en ligne sur Gallica.
- Éclairs et tonnerre, Paris, Hachette, coll. « La Bibliothèque des merveilles », 1867, lire en ligne sur Gallica.
- L’Astronomie moderne, Paris, Germer Baillière, coll. « Bibliothèque de philosophie contemporaine », 1868, lire en ligne sur Gallica.
- La Science en ballon, 1869, lire en ligne sur Gallica.
- Voyages aériens, 1870.
- Les Ballons pendant le siège de Paris, 1871.
- Paris en flammes, ou les Journées de mai 1871, 1871.
- La Terreur, ou la Commune de Paris en l’an 1871 dévoilée, 1871, lire en ligne sur Gallica.
- La Foire aux candidats ou Paris électoral en Juin 1871, 1871, lire en ligne sur Gallica.
- Les Dernières Causeries de H. Rochefort, annotées, commentées et réfutées, 1871, lire en ligne sur Gallica.
- La Physique des miracles, 1872 lire en ligne sur Gallica.
- La Conquête de l’air : les débuts du voyage en zig-zag, 1874, lire en ligne sur Gallica.
- Le Mètre international définitif, 1875, lire en ligne sur Gallica.
- Aventures aériennes et expériences mémorables des grands aéronautes, 1876.
- La Conquête du pôle Nord, 1877, lire en ligne sur Gallica.
- Le Glaçon du Polaris, aventures du capitaine Tyson, racontées d’après les publications américaines, 1877 lire en ligne sur Gallica.
- La Prévision du temps, 1878, lire en ligne sur Gallica.
- Néridah, 2 volumes, 1879 lire en ligne sur Gallica et lire en ligne sur Gallica.
- Comment se font les miracles en dehors de l’Église, 1879, lire en ligne sur Gallica.
- Les Miracles devant la science, 1880, lire en ligne sur Gallica.
- Les Grandes Ascensions maritimes. La traversée de la Manche, 1882, lire en ligne sur Gallica.
- La Pose du premier câble, 1882 lire en ligne sur Gallica.
- L’Espion aérien ; réédité sous le titre Falempin ou l’Espion aérien, roman patriotique du siège de Paris, 1884 lire en ligne sur Gallica.
- Les Saltimbanques de la science, comment ils font des miracles, 1884, lire en ligne sur Gallica.
- Les Affamés du pôle Nord, récits de l’expédition du major Greely, d’après les journaux américains, 1885.
- Le Monde des atomes, Paris, Hachette, coll. « La Bibliothèque des merveilles », 1885, lire en ligne sur Gallica.
- Histoire de la lune, 1886, lire en ligne sur Gallica.
- Mort de faim, étude sur les nouveaux jeûneurs, 1886.
- La Mesure du mètre, dangers et aventures des savants qui l’ont déterminée, 1886.
- François Arago, la jeunesse d’un grand savant républicain, 1886, lire en ligne sur Gallica.
- Les Endormeurs : la vérité sur les hypnotisants, les suggestionnistes, les magnétiseurs, les donatistes, les braïdistes, etc., 1887, lire en ligne sur Gallica.
- Comment périssent les Républiques, lire en ligne sur Gallica, 1888.
- La Catastrophe du ballon l’Arago, avec les portraits de Lhoste et Mangot, 1888, lire en ligne sur Gallica.
- Le Pétrole, Paris, Hachette, coll. « La Bibliothèque des merveilles », 1888, lire en ligne sur Gallica.
- Le Pôle sud, Paris, Hachette, coll. « La Bibliothèque des merveilles », 1889, lire en ligne sur Gallica.
- Les Navires célèbres, 1890 lire en ligne sur Gallica.
- Histoire des expéditions polaires, 1892.
- La Chute d’un ballon à Luzarches en 1870, 1896.
- Le Monde invisible, 1898.
- Les Ballons-sondes de MM. Hermite et Besançon et les ascensions internationales, 1898, lire en ligne sur Gallica.
- Aventures d’un Français au Klondyke, lire en ligne sur Gallica, 1900.
- Dupuy de Lôme, ingénieur des constructions navales et aéronautiques (1816-1885), 1905.
- Histoire de la navigation aérienne, 1907, lire en ligne sur Gallica.
- Notre flotte aérienne, 1908.
- Histoire de la navigation aérienne Texte en ligne disponible sur LillOnum, 1911.
- Les Aéronautes français au Transvaal, 3 vol., [s.d.]
- Manuel pratique de l'aéronaute, lire en ligne sur Gallica [s.d.]

## Sources
- Dictionnaire pratique Quillet (1958)